# 宇山日出臣
宇山 日出臣（うやま ひでお／ひでおみ、1944年4月9日 - 2006年8月3日）は、日本の文芸編集者。本名、宇山秀雄。戸川安宣とともに、ミステリ小説のジャンル「新本格」の仕掛け人として知られる。

## 略歴
京都市出身。同志社大学を卒業後、三井物産に入社するが、2年後の1969年、中井英夫『虚無への供物』を文庫化したいという思いから、講談社に途中入社する。すぐに星新一宅を訪れて、1971年『エヌ氏の遊園地』を講談社文庫から刊行。1974年3月、『虚無への供物』を講談社文庫のAXシリーズ（日本SF・ミステリのレーベル）の最初の本として刊行開始し、また同1974年に「海外SF・ミステリのレーベル」であるBXシリーズも刊行開始する。当初はSFに強い編集者として星新一と関係が深く、星新一ショートショート・コンテストの発案者だった。1981年から編集長として雑誌『ショートショートランド』を刊行し、SF専門の編集部である「講談社・文芸第三編集部」（のちに新本格ミステリで有名になる）に所属する。
その後講談社ノベルス編集者としてミステリを担当するようになり、1987年から新人発掘して島田荘司が推薦文を書き、伴走するようなかたちで、綾辻行人、法月綸太郎、我孫子武丸、歌野晶午らをデビューさせ、「新本格」ムーブメントを作り上げた。「宇山日出臣」というエディターネームも、島田荘司の命名による。その一方で範囲を広げ、1988年小野不由美のデビューからの担当者となる。
講談社文芸図書第三出版部（通称文三）部長として、メフィスト賞を創設する。京極夏彦、森博嗣、舞城王太郎、西尾維新らの発掘に関わり、晩年には部長を退いていたがミステリーランドを企画した。太田克史ら後進の編集者にも多大な影響を与えた。
その功績を評価され、2004年に本格ミステリ大賞特別賞を戸川安宣と共に受賞する。2005年講談社を定年退職する。2006年5月21日第22回うつのみやこども賞で、3年連続してミステリーランドが受賞し、企画者として特別賞を受賞し表彰される。在職中から酒豪として知られていた。同年8月3日肝硬変で逝去した。
2011年10月8日有栖川有栖夫妻の主催で、「故・宇山さんを偲ぶコンサート」が、都内で開催される。
2022年3月、宇山と仕事をした多くのクリエイターたちによる追悼文をあつめた本『新本格ミステリはどのようにして生まれてきたのか？』（太田克史・編、星海社発行、講談社販売）が刊行された。